# ماهامادو دوکور
ماهامادو دوکور (انگلیسی: Mahamadou Doucouré؛ زادهٔ ۲۲ مهٔ ۲۰۰۰) بازیکن فوتبال اهل مالی است.
وی همچنین در تیم ملی فوتبال مالی بازی کرده‌است.